# Десять книг об архитектуре
«Де́сять книг об архитекту́ре» (лат. De architectura libri decem) — трактат об архитектуре прославившегося этой работой древнеримского архитектора Марка Витрувия Поллиона. Трактат является единственной сохранившейся античной работой об архитектуре и одной из первых на латинском языке. По свидетельству самого Витрувия, ко времени его написания на латинском существовало всего четыре книги по архитектуре: Фуфиция, Теренция Варрона и две — Публия Септимия. Книга посвящена императору Августу как знак благодарности за оказанную им помощь. Во введении к трактату, фактически являющемся посвящением императору, Витрувий превозносит достоинства, величие и мудрость Цезаря. Трактат написан по разным данным между 16 и 13 годами до н. э.
Открытым остаётся вопрос, написан ли знаменитый трактат об архитектуре одним человеком или он представляет собой компиляцию, составленную последующими библиотекарями и переписчиками. По признанию самого Витрувия, он пользовался сочинениями тридцати семи древних авторов, ныне утраченными, в частности Пифея.

## Содержание трактата
В римские времена архитектура охватывала более широкий круг практических задач, чем в настоящее время, включая не только возведение зданий и управление процессом строительства, но также изучение строительных материалов и конструкций, или материаловедение (книги вторая и седьмая трактата Витрувия), физику и химию, изучение естественной среды, включая воды и почвы (книга восьмая; в наше время: экология), машиностроение, военную инженерию, городское планирование, фортификацию, устройство мостов, водоёмов и плотин (книга десятая), астрологию и предсказание погоды (книга девятая) и многое другое. Причём архитектор должен был быть универсалом и обо всём заботиться самому, специализация появилась лишь в позднейшее время.
В частности, в Книге первой трактата IV главу Витрувий полностью посвятил описанию условий «здоровой местности» для расположения города. Такая местность «должна быть возвышенной, не туманной, не морозной и обращённой не к знойным и холодным, а к умеренным странам света, а кроме того, необходимо избегать соседства болот». В противном случае нездоровая местность может стать причиной болезней… «Также если город будет расположен у моря и обращён на юг или запад, он не будет здоровым, так как летом южная часть неба нагревается при восходе солнца и в полдень пылает; точно так же часть, обращённая на запад, при восходе солнца теплеет, в полдень бывает нагрета, а вечером раскалена» (Книга первая, Глава IV, 1).
Витрувий является автором, согласно современной терминологии, эргономической системы пропорционирования, позднее получившей распространение в изобразительном искусстве и архитектуре, символом которой стал рисунок (известный во множестве вариантов у разных авторов) под названием «Витрувианский человек». В основе архитектурных взглядов Витрувия лежало представление об универсальном объективном значении числовых закономерностей и пропорциональных отношений в строении Вселенной и человека, которыми надлежит руководствоваться и при сооружении зданий, и при построении машин.
Витрувий первым из теоретиков архитектуры высказал гипотезу о возникновении архитектуры из подражания природе (так называемая «Хижина Витрувия»): концепция, получившая в дальнейшем развитие в трудах теоретика искусства эпохи Просвещения и французского неоклассицизма М.-А. Ложье (и проиллюстрированная в его трактате), а затем усложнённая немецким архитектором и теоретиком Готфридом Земпером. Согласно последнему, деревянная, а затем и каменная архитектура следует идее «завешивания» плетёными ветвями, а потом циновками и тканями, изначальной «клети», каркаса будущей постройки. Таким образом, именно Витрувий заложил основы будущей теории связи конструкции и композиции в искусстве архитектуры, имевшей принципиально важное значение для архитектуры модернизма, в частности, так называемой дизайн-архитектуры, и в целом развитии концептуального дизайна XX—XXI веков.
Именно Витрувий ввёл в теорию и практику архитектуры понятие «ордер» (лат. ordo, ordin — строй, порядок), заменив им греческое слово «ταξίς» (порядок, строй, устройство). За основу архитектурной композиции он взял систему древнегреческих ордеров (дорического, ионического и коринфского), объяснив их происхождение и основные особенности: конструкцию, состоящую из базы, колонны, или её фуста с капителью, и антаблемента, который делится на три части (снизу вверх): архитрав, фриз, карниз (Книга четвёртая). Позднее, в эпоху итальянского Возрождения архитектор Джакомо да Виньола в трактате «Правило пяти ордеров архитектуры» (1562) добавил к системе Витрувия римские модификации греческих ордеров: тосканский, римско-дорический, римско-ионический и композитный. Эта система не только составила основу архитектуры классицизма и неоклассицизма XVII—XIX веков, она действует в различных стилевых модификациях по настоящее время.

### Триада Витрувия
Витрувий вывел «три закона» архитектуры: прочность, польза, красота (лат. firmitas, utilitas, venustas), которые основываются на шести основных компонентах. Это: «строй» (собственно ордер, или таксис), «расположение, евритмия, соразмерность, благообразие и расчёт» (Книга первая, Глава II, 1-9).
В основу своей теории римский архитектор положил древний принцип «соответствий», разработанный братством «дионисийских архитекторов» (предположительно к этому братству принадлежал и сам Витрувий). Принцип подразумевает уподобление здания формам и частям тела человека, которое отвечает устройству Вселенной, поскольку делится на три части (голова, торс, ноги) и каждая часть, в свою очередь, также делится на три. Этому принципу в поисках гармонии следовали древнегреческие скульпторы, например Поликлет и Фидий.
Даниэле Барбаро, автор комментариев к трактату Витрувия, отмечал, что автор переносит на архитектурную композицию категории античной риторики: порядок (расположение элементов), украшение (благообразие), соразмерность, экономию и эвритмию, или уравновешенность. В подкрепление такой теории Витрувий приводит аналогию: девять греческих муз — символ гармонии — это возведённая в квадратную степень триада. Отсюда деление основных частей здания на три: фундамент, колонна, антаблемент. Каждая из этих частей также содержит три элемента. Исходя из троичности Витрувий определял и числовые соотношения размеров здания.
Витрувий соотносил пропорции архитектуры с ладами древнегреческой музыки, или модусами: строгим дорийским, радостным ионийским, бурным фригийским. Взяв за модуль «след» от колонны на стилобате, её нижний диаметр (эмбат), он предложил наиболее гармоничные отношения величин: для дорического ордера отношение высоты колонны к эмбату равняется 1:7, для ионического — 1:8, для коринфского — 1:9. Ордеры таким образом выстраиваются в пропорциональный ряд от самого мощного дорического к утончённому коринфскому. Витрувий считал, что выбор того или иного ордера определяется тем, какому божеству посвящается храм, хотя греки использовали ордеры свободно, сочетая их один с другим. В результате трактат стал своеобразной энциклопедией архитектурных знаний своего времени.

### «Составные части» архитектуры по Витрувию
В трактате Витрувий назвал шесть «составных частей хорошей архитектуры»:
1. Ordinatio (порядок, строй) — расположение и «правильное соотношение членов сооружения в отдельности и в целом для достижения соразмерности»;
2. Eurythmia (евритмия) — «состоит в красивой внешности и подобающем виде сочетаемых воедино членов»;
3. Symmetria (соразмерность) — «есть стройная гармония отдельных членов самого сооружения и соответствие отдельных частей и всего целого одной определённой части, принятой за исходную»;
4. Decor (благообразие) — «есть безупречный вид сооружения, построенного по испытанным и признанным образцам»;
5. Distributio (расчёт) — «заключается в выгодном использовании материала и места и в разумной, бережливой умеренности в расходах на постройки»;
6. Dispositio (расположение) — «удобное расположение зданий» согласно их назначению[9].

### Содержание книг трактата
В I книге Витрувий изъясняет науку архитектора, которая состоит из теории и практики. Он обращает внимание на необходимость геометрии и рисования для занятий архитектурой, а также на знания в области философии, права, медицины и астрономии.
Во II книге содержится описание строительных материалов: кирпича (лат. laterum), песка, извести и камня.
В III книге приводятся идеальные пропорции тела человека, на которых основываются различные типы храмов.
В IV книге рассказывается о храмах и положениях алтарей.
V книга посвящена устройству форумов, базилик, театров, бань и верфей.
VI книга посвящена устройству помещений (атриумов) и их фундаментов.
В VII книге Витрувий описывает приготовление красок (белой, красной, чёрной, зелёной, синей и охры) и штукатурки.
В VIII книге рассказывается о гидротехнических сооружениях (колодцах, водопроводах).
В IX книге описано устройство солнечных и водяных часов.
В X книге Витрувий противопоставляет машины (сочетание частей для перемещения тяжестей) и орудия (лат. organa), а также описывает разнообразные механизмы, такие как водяные мельницы, баллисты и катапульты.

## Издания трактата
За исключением нескольких свидетельств (Фронтин, Фавентин, Плиний Старший) труд Витрувия нашёл сравнительно небольшой отклик среди современников. Этому способствовала ограниченность темы, интересной тогда узкому кругу специалистов.
Трактат был известен в Средние века: его изучали во многих десятках рукописей в VIII—XI веках. Известно более восьмидесяти средневековых манускриптов с текстом трактата на разных языках. Самый древний экземпляр датируется 996 годом и хранится в Британском музее в Лондоне (Harley 2767).
Однако наибольшую популярность работа приобрела в эпоху итальянского Возрождения. В период возрастающего интереса к античности такой автор как Витрувий не мог быть оставлен без внимания. В 1414 году рукопись Витрувия была «открыта заново» флорентийским гуманистом Поджо Браччолини в библиотеке аббатства Святого Галла. Леон Баттиста Альберти частично опубликовал текст Витрувия в своем основополагающем трактате по архитектуре «Десять книг об архитектуре» (De re aedificatoria libri decem; 1444—1450). Около 1490 года комментарии к книге Витрувия составил архитектор Джакомо Андреа да Феррара.
Первое известное латинское печатное издание было выпущено в 1486 году в Риме («De Architectura»; второе издание в 1497 году) и редактировалось Джованни Сульпицио да Вероли. Затем последовали флорентийское (1496) и венецианское (1497) издания, а также первые иллюстрированные издания, имевшие большой успех, в частности под редакцией Фра Джованни Джокондо в 1511 году, который опубликовал собственный итальянский перевод десятой главы сочинения Витрувия. Изданию сопутствовали споры между Чезариано и его издателями, в том числе Бенедетто Джовио, настолько, что помешали включению в работу перевода и комментариев Чезариано к заключительной части IX книги и всей X книги, которая «была заменена работой других». Тексты Чезариано частично использовали другие венецианские издатели.

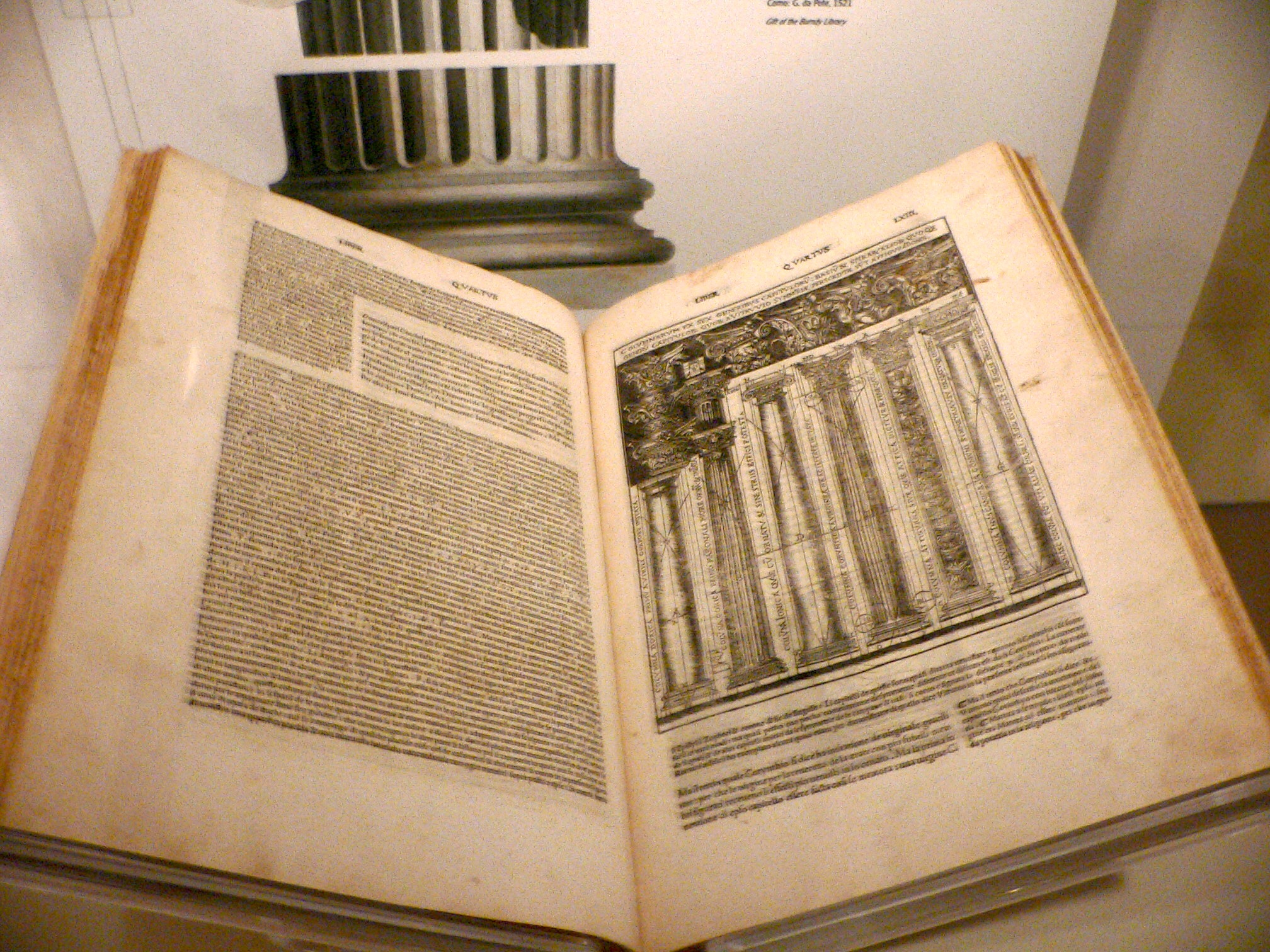
Десять книг об архитектуре. Издание Ч. Чезариано. 1521

В 1521 году в Комо Чезаре Чезариано опубликовал собственный перевод трактата на итальянский язык под новым названием «Di Lucio Vitruvio Pollione de architectura libri dece traducti de latino in vulgare affigurati: commentati et con mirando ordine insigniti…» и снабдил его более подходящими иллюстрациями — рисунками, по которым были выполнены гравюры на дереве. Текст был опубликован в Комо в 1521 году Готтардо да Понте с обширным комментарием и богатым иконографическим аппаратом. Книга содержит 360 страниц и была напечатана тиражом 1300 экземпляров.
Этим изданием пользовались многие художники эпохи Возрождения и барокко. До этого Рафаэль Санти использовал рукописный перевод гуманиста Фабио Кальво. Затем последовали переводы Дурантино (1524) и Капорали (1536). В 1544 году в Риме появилось комментированное и иллюстрированное издание Гийома Филандера, многократно переиздававшееся в течение двух столетий. В 1649 году оно было взято за основу для венецианского издания Эльзевиров.
Первый французский перевод Жана Мартена издан в Париже в 1547 году с иллюстрациями Жана Гужона. В том же году трактат Витрувия вышел на немецком языке в Нюрнберге, в 1582 году — на испанском языке в Алькале. В 1542 году в Риме, увлечённый работой Витрувия, Андреа Палладио основал «Витрувианскую Академию».
Итальянский прелат, теолог и гуманист Даниэле Барбаро в 1556 году осуществил полный перевод на итальянский язык и написал собственные комментарии к трактату Витрувия (I dieci libri dell’architettura di M. Vitruvio tradutti et commentati da monsignor Barbaro. Venezia, 1556), а в 1567 году опубликовал исправленное итальянское издание и латинский текст с комментариями под названием «M. Vitruvii de architectura, Venezia, 1567. Le illustrazioni dell’opera del Barbaro furono realizzate da Andrea Palladio». Оригинальные иллюстрации сочинения Витрувия не сохранились, а иллюстрации издания Барбаро были сделаны Андреа Палладио и награвированы Иоганном Кригером. Комментарий Барбаро важен не только в качестве примера изучения истории архитектуры, но и как вклад в область ренессансной эстетики в целом; работа Барбаро считается наиболее точной. Барбаро объяснил некоторые из сложных технических разделов и прокомментировал отношения архитектуры и природы, но признавал, что теоретический и археологический опыт Палладио во многом способствовал успеху его работы.
В 1673 году в Париже было осуществлено французское издание трактата Витрувия с рисунками Клода Перро, второе, улучшенное издание вышло в 1684 году. Английский архитектор Уильям Ньютон в 1780 году опубликовал свои комментарии к Витрувию, иллюстрированные рисунками.
Первый перевод на русский язык с латинского текста был осуществлен в 1757 году Степаном Савицким. В 1790—1797 годах в Москве был издан полный перевод трактата Витрувия, сделанный совместно В. И. Баженовым и Ф. В. Каржавиным с французского издания К. Перро.

#### Другие издания трактата

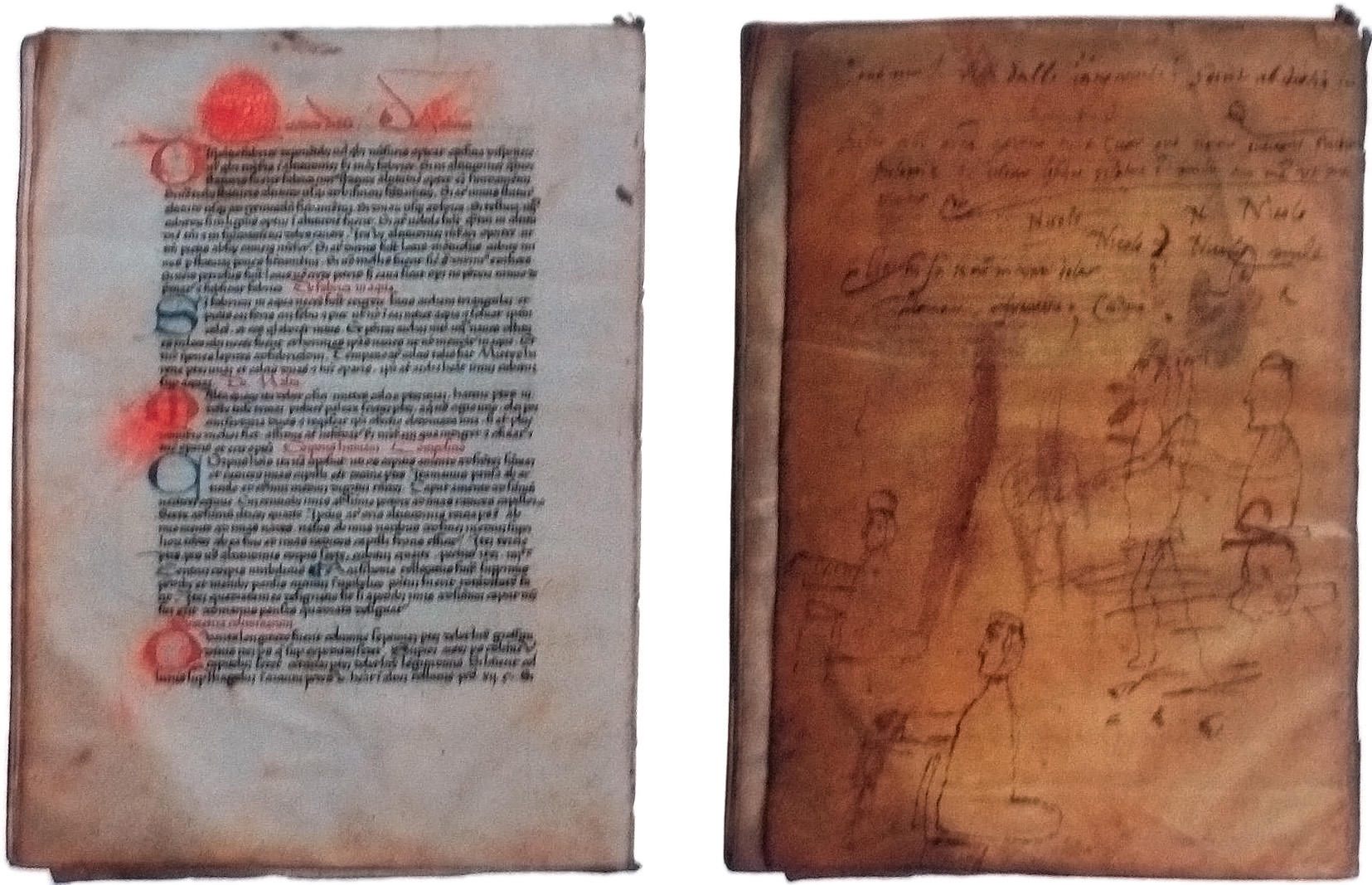
Манускрипт трактата Витрувия. Ок. 1390 г. Частное собрание, Амстердам

London, British Museum, Harl. 2767 (8th cent.).
Selestad, Bibl. 1153 (10th cent.).
Wolfenbuttel, Bibl. 132 (10th cent.).
Wolfenbuttel, Bibl. 69 (11th cent.).
London, B.M., Harl. 3859 (11th cent.).
Oxford, St. John’s Coll. 66 В (1316.).
Escorial, 2. 5 (15th cent.).
London, В. М., Harl. 2760 (15th cent.).
Paris, Bibl. Nat. 7227 (11th cent.).
Escorial, 3. 19 (11th or 12th cent.).
Eton College, MSS. 137 (15th cent.).
Rome, Vatican Codd. Urbin. Lat. 3. 1360 (15th cent.).
Paris, Bibl. Nat. 7382 (15th cent.).
Paris, Bibl. Nat. 7228 (15th cent.).
Oxford, Bodleian, F. V. 7 (15th cent.).
Rome, Vatican Codd. Urbin. Lat. 1. 293 (15th cent.).
Sulpitius, Rome, 1486.
Fra Giocondo, Florence, Junta, 1522.
Philander, Rome, 1544.
Laet, Amsterdam, 1649.
Perrault, Paris, 1673.
Schneider, Leipzig, 1807—1808.
Lorentzen, Gotha (Books 1-5), 1857.
Rose, Leipzig, 1867, 1899.
Krohn, Leipzig, 1912.

#### Русские переводы
Перро К. «Сокращенный Витрувий, или Совершенный архитектор». М., 1789.
Марка Витрувия Поллиона об архитектуре / Пер. В. И. Баженова и Ф. В. Каржавина. С примеч. г. Перро. / Пер. с фр. и прим. В. . СПб, 1790—1797. Кн. 1-2. 1790. 230 стр. Кн. 3. 1792. 136 стр. Кн. 4. 1793. 122 стр. Кн. 5. 1794. 159 стр. Кн. 6. 1794. 96 стр. Кн. 7. 1795. 86 стр. Кн. 8. 1796. 75 стр. Кн. 9. 1797. 79 стр. Кн. 10. 1797. 208 стр.
Витрувий. «Десять книг об архитектуре» / Пер. Ф. А. Петровского. Т. 1. М.: Изд-во Всес. Академии архитектуры. (Серия «Классики теории архитектуры»). 1936. 331 с. 6000 экз.
Марк Витрувий Поллион. «Об архитектуре» / Пер. Ф. А. Петровского. (Серия «Из истории архитектурной мысли»). — М.: Едиториал УРСС. 2003. 320 с. 960 экз. ISBN 5-354-00366-0
Витрувий. Десять книг об архитектуре / Пер. Ф. А. Петровского. — Изд-е 3-е. — М.: КомКнига, 2005. 320 с. ISBN 5-484-00192-7
Витрувий. «Десять книг об архитектуре» Издательство: Архитектура-С, 2006. Твердый переплет, 328 с. 2000 экз. ISBN 5-9647-0107-8